# Альфонсо XI Справедливый
Альфонсо XI Кастильский (исп. Alfonso XI de Castilla) или Альфонсо XI Справедливый (исп. Alfonso XI el Justiciero; 13 августа 1311, Саламанка — 26 марта 1350, Гибралтар) — король Кастилии и Леона с 1312 года. Сын короля Фернандо IV и Констансы Португальской. Знаменитый полководец, большую часть своего царствования проведший в войнах с маврами и основательно подорвавший их могущество на Пиренейском полуострове. Оставил множество внебрачных детей, что впоследствии привело к борьбе между его сыновьями Педро и Энрике за кастильский престол.

## Биография
В 1312 году умер король Фернандо IV. Его наследнику Альфонсо в это время был всего год, поэтому возник вопрос: кто будет регентом до его совершеннолетия. Право управлять страной за малолетнего короля оспаривало несколько его родственников. В итоге разразилась смута, которая закончилось тем, что было назначено сразу четыре регента: инфанты Педро (брат короля Фернандо IV) и Хуан (брат короля Санчо IV), а также мать Альфонсо — Констанса Португальская, и бабушка — Мария де Молина, вдова короля Санчо IV. Констанса, мать Альфонсо, умерла в 1313 году. Главенствующее положение среди регентов заняла Мария де Молина. Благодаря её осторожности и мудрости страна избежала больших потрясений.
Инфанты Педро и Хуан умерли в 1319 году, а в 1321 году умерла Мария де Молина, после чего вновь возникла борьба среди знати за пост регента. В этом споре приняли участие Хуан Мануэль (внук короля Фернандо III) и Хуан Кривой (сын покойного регента, инфанта Хуана). Король в это время находился под охраной рыцарей Вальядолида, которую поручила им Мария де Молина. В результате в 1325 году рыцари сразу после того, как Альфонсо исполнилось 14 лет, объявили его совершеннолетним. Молодого Альфонсо женили на дочери Хуана Мануэля Констансе Мануэль.
Королевство в это время находилось в плачевном состоянии. Опекуны короля ввели множество податей и налогов, кроме того, население страдало от многочисленных разбойных нападений. По словам современников-хронистов, «королевство совсем обезлюдело». Молодой король не мог бороться с этим собственными силами. И решил применить обман. Он заманил во дворец Хуана Кривого и приказал его убить. Таким же образом он расправился со многими другими зачинщиками беспорядков, остальные же, включая Хуана Мануэля, предпочли изъявить покорность королю. За это молодой Альфонсо получил прозвище «Беспощадный». 
В 1327 году был аннулирован брак короля с Констансой Мануэль, что позволило ему женится на дочери португальского короля Марии Португальской.
Альфонсо XI управлял Кастилией весьма жестко, порой доходя до откровенной жестокости. Людей, заподозренных в измене, при нём зачастую казнили без всякого судебного разбирательства. Однако он всегда знал меру репрессиям.
Смуты в королевстве привели также к тому, что на Кастилию стали совершать набеги мавры из Гранадского эмирата. Кроме того, гранадцы оказали помощь маринидам, которые захватили Гибралтар. Кастильский флот ничего не мог противопоставить вторжению маринидов, потерпев два поражения. Чтобы бороться против этой угрозы, Альфонсо объединил свои усилия с королями Арагона и Португалии. Их объединённая армия в 1340 году в битве на реке Саладо разбила мавров. Эмир Гранады был вынужден бежать, а мариниды возвратились в Африку и перестали угрожать Кастилии, хотя и сохранили ряд крепостей в Андалусии. Это было последнее крупное вторжение мавров Северной Африки в Испанию.
В последующие годы Альфонсо постарался закрепить успех. В 1344 году он при помощи генуэзцев с моря захватил Алхесирас. Дальше он постарался вернуть Гибралтар, однако 26 марта 1350 года пал жертвой свирепствовавшей в это время в Европе эпидемии чумы. Это предотвратило уже назревшую открытую борьбу между королём и его сыном Педро.
Наследовал ему второй сын от законной жены — Педро I Жестокий. Альфонсо имел также многочисленное потомство от любовницы Леоноры де Гусман. Один из её сыновей, Энрике, позже предъявил права на трон и сверг Педро, основав династию Трастамара.
Король покровительствовал искусству и сам был поэтом. В «Песеннике Национальной библиотеки» (B 607) и «Песеннике Ватикана» (Cancioneiro da Vaticana, V 209) сохранилась одна песня на галисийско-португальском языке, относящаяся к позднему периоду трубадурской школы Пиренейского полуострова.

## Брак и дети

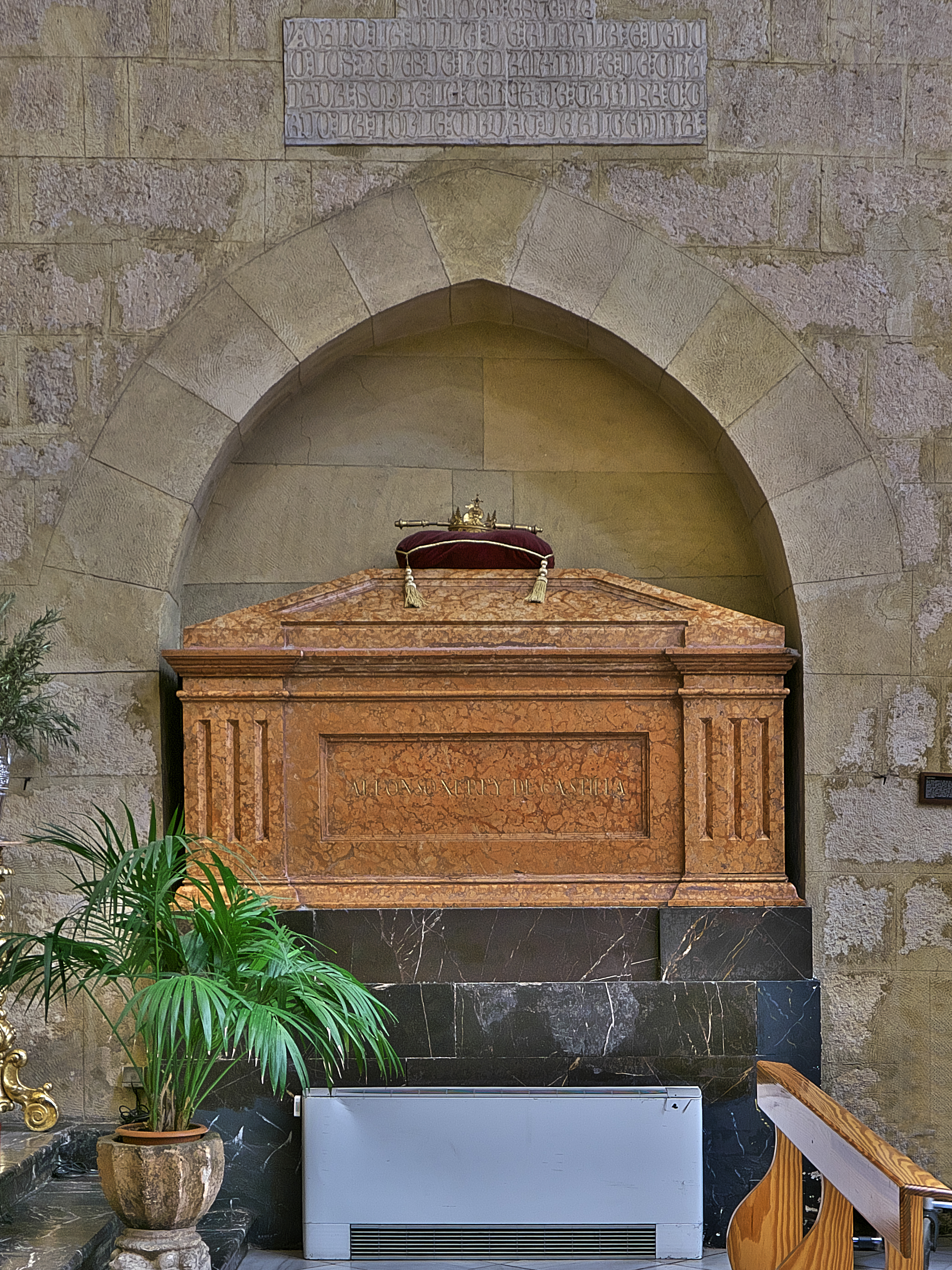
Гробница Альфонсо XI

1-я жена: с 28 ноября 1325 года (аннулирован в 1327 году) Констанса Мануэль (ок. 1316 — 13 ноября 1345), дочь Хуана Мануэля Кастильского, сеньора Вильены, и Констанции Арагонской. От этого брака детей не было.
2-я жена: с сентября 1328 года Мария Португальская (1313 — 18 января 1357), дочь короля Португалии Афонсу IV и Беатрисы Кастильской. Дети:
- Фернандо (1332 — 8 февраля/22 сентября 1333)
- Педро I Жестокий (30 августа 1334 — 22 марта 1369), король Кастилии и Леона с 1350

Также у Альфонсо было несколько незаконнорождённых детей от Леоноры де Гусман:
- Педро Альфонсо (1330—1338), сеньор де Ахилар де Кампо Льебана и Перния
- Санчо Альфонсо (1331 — после 1343), сеньор де Ледесма
- Энрике II (13 января 1332—1379), король Кастилии и Леона с 1369, родоначальник династии Трастамара
- Фадрике Альфонсо (13 января 1332 — 29 мая 1358), грандмастер ордена Сантьяго с 1342, сеньор де Аро, родоначальник рода Энрикес
- Фернандо Альфонсо (декабрь 1336 — после 1342), сеньор де Ледесма, Бехар, Галистео и Монтемайор
- Тельо Альфонсо (1337 — 15 октября 1370), Сеньор Бискайи, Лара и Аквилар, граф Кастаньеда с 1366, родоначальник рода сеньоров де Кампорредондо
- Хуан Альфонсо (июнь 1341 — ноябрь/декабрь 1359), сеньор де Бадахос и Херес
- Санчо Альфонсо (1342 — 19 февраля 1374), граф де Альбукьерке, сеньор де Ледесма, Альба де Лесте, Медельин, Тьедра и Монтальбан с 1366
- Педро Альфонсо (1345 — ноябрь/декабрь 1359), сеньор де Агилар
- Хуана Альфонсо; 1-й муж: с 1354 (развод) Фернандо Руис де Кастро (ок. 1338 — май/июнь 1375), сеньор де Лемос и Саррия; 2-й муж: Тамарит де Листера; 3-й муж: с 1366 Фелипе де Кастро (ум. 1371), сеньор де Кастро и Перальта